# I Українська республіканська міжспілкова конференція професійних спілок
I Українська республіканська міжспілкова конференція професійних спілок — перша конференція Української республіканської ради професійних спілок, яка проходила 29—30 листопада 1948 року в Києві.
Конференція обрала 55 членів Української республіканської ради професійних спілок (УРРПС), 20 кандидатів у члени УРРПС та ревізійну комісію в складі 9 чоловік.

## Склад керівних органів

### Члени Української республіканської ради професійних спілок (УРРПС)
| Прізвище, ім'я, по-батькові     | Посада | Примітки |
| ------------------------------- | --- | -------- |
| Ананченко Федір Гурійович       | міністр соціального забезпечення Української РСР                                                                 |          |
| Бабич Ф.М.                      | |          |
| Бичковський Хома Микитович      | голова Сталінського обласного комітету профспілки робітників вугільної промисловості                             |          |
| Блохіна Марія Самуїлівна        | голова Українського республіканського комітету профспілки робітників споживчої кооперації                        |          |
| Борцова А.Г.                    | |          |
| Вєшніков Олексій Олексійович    | голова Дніпропетровської обласної ради професійних спілок                                                        |          |
| Виноградов Павло Павлович       | |          |
| Гармашов Олександр Хомич        | директор Маріупольського металургійного заводу імені Ілліча                                                      |          |
| Голубицький Сергій Йосипович    | інструктор-машиніст паровозного депо імені Андрєєва станції Київ Південно-Західної залізниці                     |          |
| Горбачов Омелян Григорович      | голова Українського республіканського комітету профспілки робітників автомобільного транспорту та шосейних доріг |          |
| Груць Микола Олександрович      | голова Ворошиловградського обласного комітету профспілки робітників вугільної промисловості                      |          |
| Губергріц Макс Мойсейович       | професор Київського медичного інституту імені Богомольця, заслужений діяч науки УРСР                             |          |
| Густов А.К.                     | |          |
| Давидович К.А.                  | |          |
| Дрожжин Леонтій Петрович        | завідувач культурно-побутового відділу УРРПС                                                                     |          |
| Дудка М.М.                      | |          |
| Жданов Микола Юхимович          | секретар Української республіканської ради професійних спілок                                                    |          |
| Земляний Петро Васильович       | голова Львівської обласної ради професійних спілок                                                               |          |
| Іванов Володимир Петрович       | голова Харківської обласної ради професійних спілок                                                              |          |
| Кірсанов Павло Тимофійович      | голова Одеської обласної ради професійних спілок                                                                 |          |
| Ковальов Герман Васильович      | начальник Південно-Західного округу залізниць                                                                    |          |
| Колесников І.Є.                 | |          |
| Колибанов Анатолій Георгійович  | голова Української республіканської ради професійних спілок                                                      |          |
| Колінько Павло Каленикович      | голова Полтавської обласної ради професійних спілок                                                              |          |
| Колодяжна Є.І.                  | |          |
| Коломийцев Григорій Георгійович | завідувач відділу УРРПС                                                                                          |          |
| Коротченко Дем'ян Сергійович    | голова Ради міністрів УРСР                                                                                       |          |
| Кострюкова К.І.                 | |          |
| Крамарьова Г.О.                 | |          |
| Куцаковський Іван Антонович     | свердляр дільниці шахтоуправління імені Кірова тресту «Кривбасруда» Дніпропетровської області                    |          |
| Лактіонов Павло Спиридонович    | голова Ворошиловградської обласної ради професійних спілок                                                       |          |
| Мазалов Дмитро Іванович         | сталевар Маріупольського заводу «Азовсталь» Сталінської області                                                  |          |
| Марков Федір Іларіонович        | голова Запорізької обласної ради професійних спілок                                                              |          |
| Махонін Сергій Нестерович       | директор Харківського заводу транспортного машинобудування                                                       |          |
| Мельников Леонід Георгійович    | 2-й секретар ЦК КП(б)У                                                                                           |          |
| Міхнєв Андрій Львович           | голова Українського республіканського комітету профспілки робітників лісу і сплаву                               |          |
| Мосякіна Т.І.                   | |          |
| Остапенко Филимон Петрович      | голова Київської обласної ради професійних спілок                                                                |          |
| Патон Євген Оскарович           | директор Інституту електрозварювання АН УРСР, академік АН УРСР                                                   |          |
| Петрущак Іван Дмитрович         | голова Закарпатської обласної ради професійних спілок                                                            |          |
| Приходько О.І.                  | |          |
| Пупко А.К.                      | |          |
| Разумова В.Я.                   | голова Житомирської обласної ради професійних спілок                                                             |          |
| Россочинський Іван Якович       | керуючий тресту «Красноармійськвугілля» комбінату «Сталінвугілля» Сталінської області                            |          |
| Семичастний Володимир Юхимович  | 1-й секретар ЦК ЛКСМУ                                                                                            |          |
| Слесарєва Ганна І.              | голова Українського республіканського комітету профспілки трикотажників                                          |          |
| Сорока Євдоким Дмитрович        | голова Сталінської обласної ради професійних спілок                                                              |          |
| Стешенко Гаврило Андріанович    | |          |
| Строкотенко Іван Миколайович    | заступник голови Української республіканської ради професійних спілок                                            |          |
| Тюренков Олександр Юхимович     | забійник шахти імені Калініна тресту «Калінінвугілля» комбінату «Артемвугілля»                                   |          |
| Філіпов Олександр Костянтинович | майстер металургійного заводу імені Дзержинського Дніпропетровської області                                      |          |
| Хрущов Микита Сергійович        | 1-й секретар ЦК КП(б)У                                                                                           |          |
| Шахова В.С.                     | |          |
| Шуплєцов П.В.                   | |          |
| Ющенко П.С.                     | |          |

### Кандидати у члени Української республіканської ради професійних спілок (УРРПС)
| Прізвище, ім'я, по-батькові     | Посада | Примітки |
| ------------------------------- | --- | -------- |
| Бабич А.О.                      | |          |
| Бойко Є.П.                      | |          |
| Груздь С.К.                     | |          |
| Ільченко Олександр Кононович    | голова Волинської обласної ради професійних спілок                                                          |          |
| Капкін Єгор Іванович            | голова Чернігівської обласної ради професійних спілок                                                       |          |
| Кошовий Антон Іванович          | голова Чернівецької обласної ради професійних спілок                                                        |          |
| Кривцов С.М.                    | |          |
| Міхєєв Іван Федорович           | голова Кіровоградської обласної ради професійних спілок                                                     |          |
| Немировська Р.С.                | |          |
| Обушний Лука Каленикович        | голова Дрогобицької обласної ради професійних спілок                                                        |          |
| Павлюченко Дмитро Олександрович | голова Сумської обласної ради професійних спілок                                                            |          |
| Петченко Єгор Єгорович          | вибійник шахти імені Щорса Михайлівського шахтоуправління тресту «Фрунзевугілля» комбінату «Донбасантрацит» |          |
| Писарєва М.Є.                   | |          |
| Подвезько І.Ф.                  | робітник Харківського верстатобудівного заводу імені Молотова                                               |          |
| Сокирко Костянтин Андрійович    | голова Херсонської обласної ради професійних спілок                                                         |          |
| Соколов Іван Іванович           | голова Ізмаїльської обласної ради професійних спілок                                                        |          |
| Суворов Н.Х.                    | |          |
| Ткаченко А.А.                   | |          |
| Шинкаренко Ганна Іванівна       | ланкова Узинського цукрового заводу Білоцерківського району Київської області                               |          |
| Якушов Федір Васильович         | голова Вінницької обласної ради професійних спілок                                                          |          |

### Члени Ревізійної комісії Української республіканської ради професійних спілок (УРРПС)
| Прізвище, ім'я, по-батькові     | Посада | Примітки |
| ------------------------------- | --- | -------- |
| Бочарова М.Т.                   | |          |
| Карпенко Самуїл Петрович        | голова Тернопільської обласної ради професійних спілок                                                            |          |
| Козлов Л.Г.                     | |          |
| Комарова З.Т.                   | |          |
| Мавровський Микола Болеславович | голова ревізійної комісії УРРПС, секретар Українського республіканського комітету профспілки працівників культури |          |
| Плясун Григорій Леонтійович     | голова Ровенської обласної ради професійних спілок                                                                |          |
| Стребелєв І.Ф.                  | |          |
| Терещенко Сергій Ілліч          | голова Станіславської обласної ради професійних спілок                                                            |          |
| Черно Пилип Олексійович         | голова Кам'янець-Подільської обласної ради професійних спілок                                                     |          |

Після конференції відбувався І-й пленум Української республіканської ради професійних спілок (УРРПС), який обрав президії УРРПС у складі 11 чоловік. До президії увійшли Колибанов Анатолій Георгійович, Строкотенко Іван Миколайович, Жданов Микола Юхимович, Коломийцев Григорій Георгійович, Дрожжин Леонтій Петрович, Ющенко П.С., Вєшніков Олексій Олексійович, Сорока Євдоким Дмитрович, Стешенко Гаврило Андріанович, Блохіна Марія Самуїлівна, Остапенко Филимон Петрович.
Головою Української республіканської ради професійних спілок (УРРПС) обраний Колибанов Анатолій Георгійович, заступником голови — Строкотенко Іван Миколайович, секретарем — Жданов Микола Юхимович. Головою ревізійної комісії обраний Мавровський Микола Болеславович.